# After.Life
After.Life (No Brasil, Além da Vida)é um filme estadunidense de 2009 do gênero terror, protagonizado por Liam Neeson, Christina Ricci e Justin Long, dirigido por Agnieszka Wójtowicz-Vosloo a partir do seu argumento original.

## Enredo
Christina Ricci interpreta Anna Taylor, uma professora que após brigar com o namorado(Justin Long) sofre um acidente automobilístico. No dia seguinte ela acorda numa funerária, onde o sinistro legista Elliot(Liam Neeson) alega que ela está morta e que ele é o único que pode falar com ela. Anna passa por momentos sinistros na qual a aceitação de sua morte será gradativa. Enquanto isso, Paul, o namorado de Anna, reluta em aceitar a morte de sua amada e tenta entrar na funerária à qualquer custo, porém, Elliot protege sua funerária com unhas e dentes e não permitirá que Paul descubra se Anna está mesmo morta ou se está viva.

## Elenco
- Christina Ricci como  Anna Taylor
- Liam Neeson como Eliot Deacon
- Justin Long como Paul Coleman
- Josh Charles como Tom Peterson
- Celia Weston como Beatrice Taylor
- Chandler Canterbury como Jack
- Rosemary Murphy como Mrs Whitehall
- Shuler Hensley como Vincent Miller
- Malachy McCourt como Father Graham
- Alice Drummond como Mrs. Hutton